# مرد داستان (فیلم)
مرد داستان (به انگلیسی: Kathapurushan) فیلمی محصول سال ۱۹۹۵ و به کارگردانی آدور گوپالاکریشنان است. در این فیلم بازیگرانی همچون ویشواناتان، مینی نایر، آرانمولا پوناما، نارندرا پراساد، اورمیلا اونی و بابو نامبوتری ایفای نقش کرده‌اند.